# قوم قورغان
قوم قورغان هي مدينة ومقر مقاطعة قوم قورغان في ولاية صرخنداريا في أوزبكستان.